# 彭雪峰
彭雪峰（1962年6月—），河北献县人，汉族，中华人民共和国政治人物、第十一届全国人民代表大会河北地区代表。
本科毕业于中国政法大学，硕士以及博士毕业于北京大学。担任北京市大成律师事务所创始兼合伙人、主任。2008年起担任全国人大代表。